# Rodolphia
Rodolphia is een geslacht van vlinders uit de familie wespvlinders (Sesiidae), onderfamilie Sesiinae.
Rodolphia is voor het eerst wetenschappelijk beschreven door Le Cerf in 1911. De typesoort is Rodolphia hombergi.

## Soort
Rodolphia omvat de volgende soort:
- Rodolphia hombergi Le Cerf, 1911